# Китайская лапша

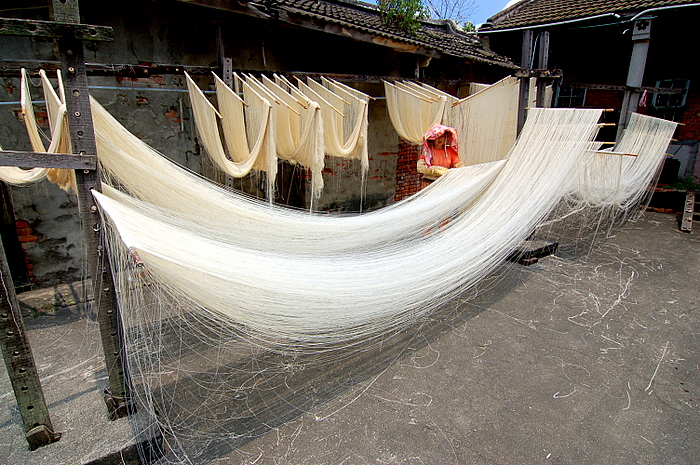
Изготовление лапши мисуа в Лугане, Тайвань

Лапша является незаменимым компонентом многих китайских блюд. Существует множество разновидностей лапши, в зависимости от места производства, ингредиентов, формы и способа приготовления.
Китайская или адаптированная из китайской лапша также встречается в кухнях других восточноазиатских народов — корейской, японской, вьетнамской, филиппинской, тайской и кхмерской.

## Названия
У лапши и её разновидностей существует множество названий, в частности, из-за разнообразия языков в Китае. На литературном китайском языке пшеничная лапша называется кит. трад. 麵, упр. 面, пиньинь miàn, палл. мянь, рисовая и крахмальная — кит. трад. 粉, пиньинь fěn, палл. фэнь, а на других — цзиньском, цзянсийском, ваньнаньском, сянском, уском, юэском, хакка, миньских используются другие названия.

## История
Наиболее раннее упоминание лапши в Китае находится в книге, принадлежащей к периоду властвования Западной династии Хань (25-220). Лапша, обычно пшеничная, стала популярным продуктом питания в период правления Хань (206 до н. э. — 220 н. э.). В период правления династии Сун (960—1279) среди горожан супы с лапшой были очень популярны, а заведения, где их подавали, работали всю ночь. В древности пшеничная лапша называлась «суповым пирожным» (кит. трад. 湯餅, пиньинь tāngbǐng, палл. танбин); согласно объяснению учёного сунской эпохи Хуан Чаоина (кит. трад. 黃朝英), в древние времена все блюда из теста назывались «бин» и отличались методами приготовления.
В 2002 году была найдена глиняная миска, содержащая старейшие известные остатки лапши времён культуры Цицзя, примерно 2000 года до н. э., причём лапша хорошо сохранилась. В результате исследования, проведённого в 2004 году, было определено, что лапша сделана из просяной и щетинниковой муки. Результаты исследования были опубликованы в журнале 2005 Nature.

## Производство
Обычно китайская лапша делается из пшеничной, рисовой муки или из машевого крахмала, причём пшеничная лапша чаще встречается на севере страны, а рисовая — на юге.
Тесто для пшеничной лапши обычно готовят из пшеничной муки, соли и воды. В зависимости от текстуры и вкуса теста, в пшеничную лапшу добавляют яйцо, моют её в щелочной воде, замешивают со злаками. Для изменения цвета и фактуры  добавляют в небольшом количестве яичные белки, стрелолист или тапиоку. Распространена незаконная практика добавления буры для отбеливания и улучшения текстуры теста. Рисовую и крахмальную лапшу готовят из рисовой муки (крахмала) и воды.
После замеса теста производят одно из пяти действий:
| Перевод         | Китайский | Транскрипция | Описание                                                                                      |
| --------------- | --------- | ------------ | --------------------------------------------------------------------------------------------- |
| Резка           | 切        | це           | Тесто раскатывают в тонкую лепёшку, складывают и разрезают на тонкие полоски желаемой ширины. |
| Экструдирование | 擠壓      | цзия         | Тесто кладут под пресс с отверстиями, чтобы тесто, проходя через них, получало форму нитей.   |
| Срезание        | 削        | сяо          | Твёрдое тесто раскатывают в батон, а затем быстро срезают с него листки прямо в кипящую воду. |
| Складывание     | 拉        | ла           | Тесто раскатывают в длинный цилиндр, который многократно складывают и раскатывают.            |
| Раскатывание    | 揉        | жоу          | Небольшой комок теста аккуратно раскатывают до получения требуемой формы и толщины.           |

Резаные и экструдированные виды лапши могут быть засушены для позднейшего приготовления, остальные типы обычно употребляются вскоре после приготовления.

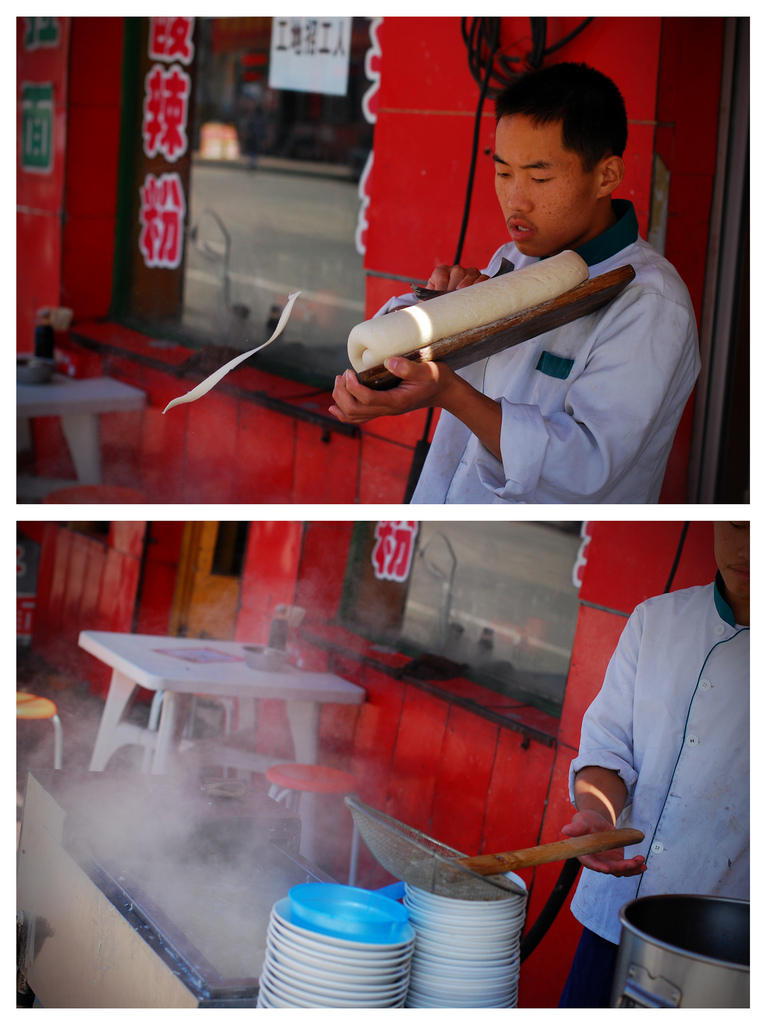
Срезание тонких лепестков лапши в кастрюлю с кипящей водой для приготовления даосяомяня.
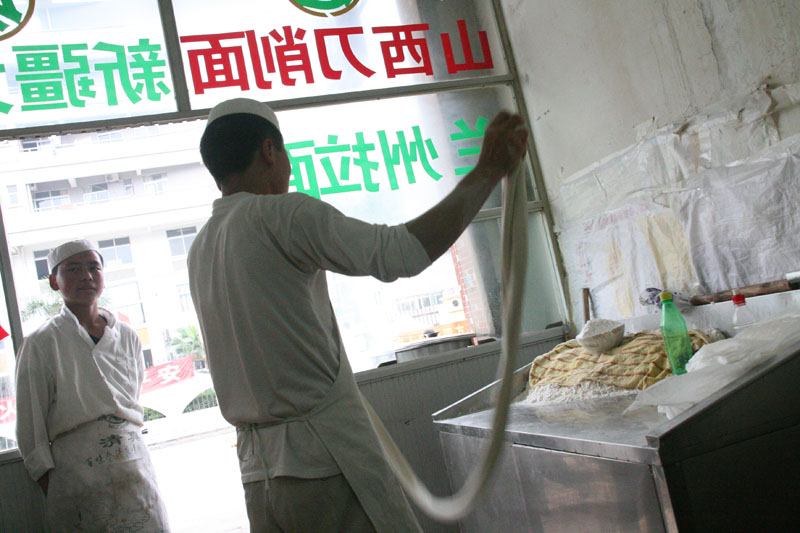
Вытягивание лапши ламянь.
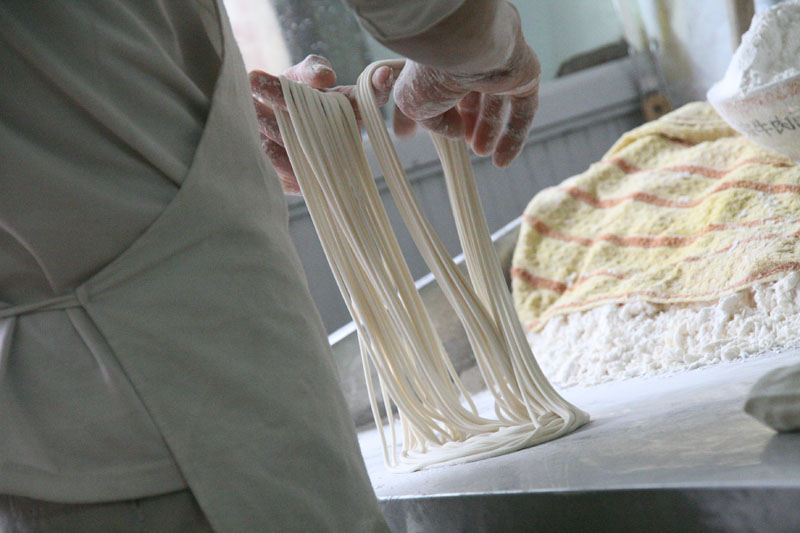
Раскатывание теста для ламяня.
- Лапшичная в Пэнчжоу, повар выдавливает лапшу в горшок с кипятком.
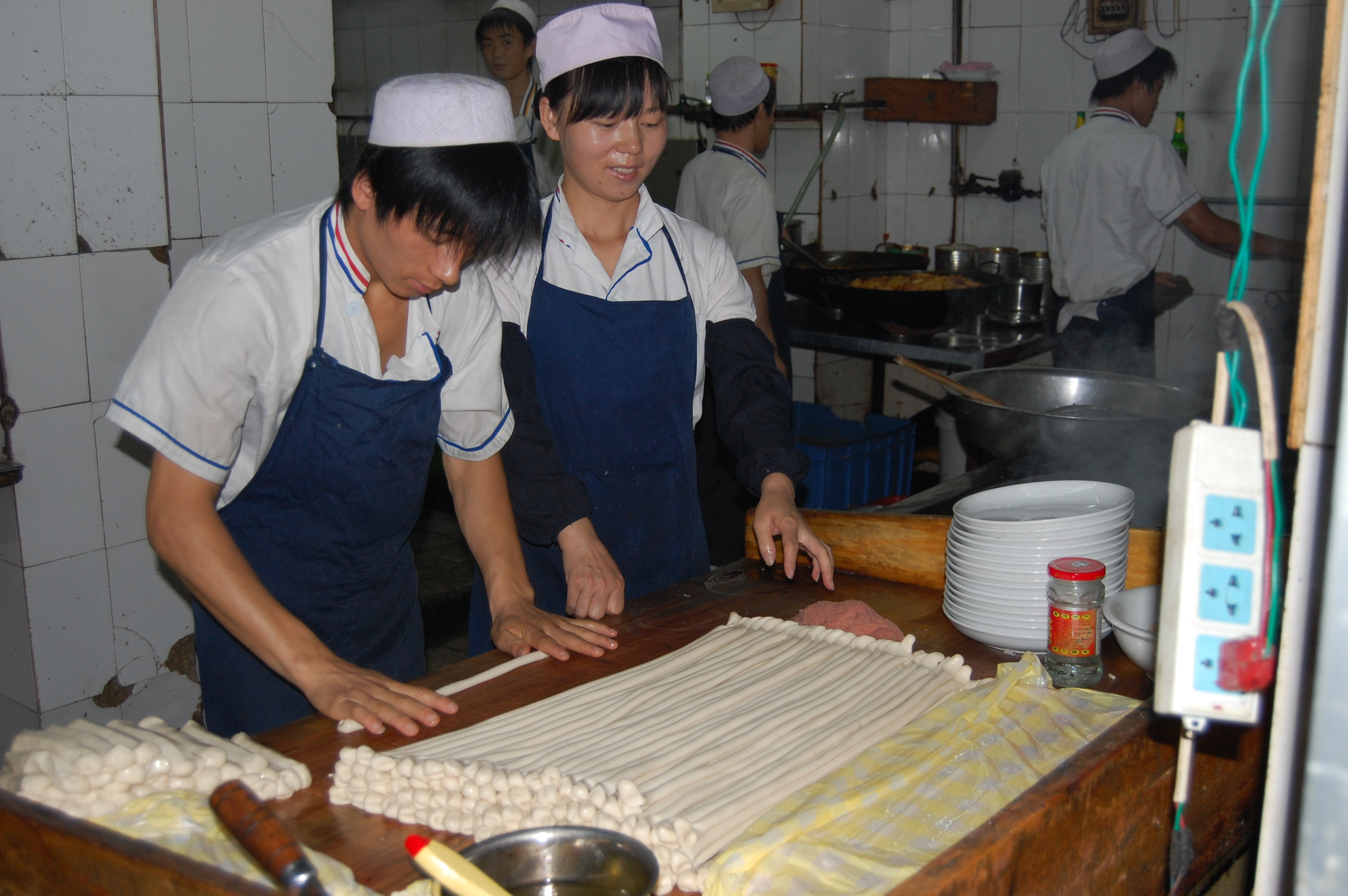
Раскатывание теста в дунганской лапшичной.

## Приготовление
Лапшу готовят из свежего или сушёного теста. Обычно её варят в воде, однако встречается обжаривание во фритюре, а варёную лапшу можно впоследствии обжаривать. Лапшу сервируют, поливая соусами или подливой, добавляя в супы с лапшой, подавая с мясом или другими продуктами. Некоторые разновидности рисовой лапши готовят только из взвеси риса в воде и употребляют исключительно сырыми.
В отличие от западной лапши, китайскую пшеничную лапшу готовят из солёного теста, благодаря чему при варке добавление соли не требуется. Кроме того, варка лапши происходит очень быстро, от одной до пяти минут.

## Разновидности

### Пшеничная
| Название                 | Китайский | Транслит   | Кантонский | Фуцзяньский                                                            | Тайский | Транслитерация | Описание                                                |
| ------------------------ | --------- | ---------- | ---------- | ---------------------------------------------------------------------- | ------- | -------------- | ------------------------------------------------------- |
| Кошачьи ушки             | 貓耳朵    | маоэрдо    | ма:уито    |                                                                        |         |                | Выглядит как кошачьи уши                                |
| Холодная лапша           | 涼麵      | лянмянь    | лёнминь    |                                                                        |         |                |                                                         |
| Нарезанная широкая лапша | 刀削麵    | даосяомянь | тоусёкминь | Относительно короткая плоская лапша, изготавливается методом срезания. |         |                |                                                         |
| Лагман                   | 拉麵      | ламянь     | ла:йминь   |                                                                        | เส้นบะหมี่ | бами           | Складываемая вручную лапша, от которой произошёл рамэн. |
| Говяжья лапша            | 牛肉麵    | нюжоумянь  | нгауюкминь |                                                                        |         |                | Лапша, похожая на спагетти                              |
| Лаомянь                  | 撈麵      | лаомянь    | лоуминь    | lo mi                                                                  |         |                | Обжаренная с мясом и/или овощами лапша                  |
| Мяньсянь                 | 麵線      | мяньсянь   | миньсинь   | misua                                                                  | หมีซั่ว    | мисуа          | Тонкая солёная лапша                                    |
| Мяньсянь                 | 宮麵      | гунмянь    | кунминь    |                                                                        |         |                | Тонкая солёная лапша                                    |
| Шэнмянь                  | 生麵      | шэнмянь    | са:нминь   |                                                                        |         |                | Мыльная на ощупь лапша                                  |
| Цумянь                   | 粗麵      | цумянь     | чхоуминь   | Толстая лапша, от которой произошёл удон                               |         |                |                                                         |

#### Щелочная или яичная
Щелочная и яичная пшеничная лапша жёлтого цвета из-за добавления щёлочи (карбонатов натрия или калия или гидроксидов кальция или калия) или яиц. Обе эти разновидности более жёвкие и имеют яичный вкус.
| Название       | Китайский   | Транслит      | Кантонский    | Фуцзяньский | Тайский | Описание                                                                            |
| -------------- | ----------- | ------------- | ------------- | ----------- | ------- | ----------------------------------------------------------------------------------- |
| Масляная лапша | 油麵        | юмянь         | яуминь        |             |         | Пшеничная яичная и/или щелочная лапша                                               |
| Тонкая лапша   | 幼麵        | yòu miàn      | яуминь        |             |         | Тонкая щелочная лапша, одна из наиболее распространённых их кантонских              |
| Мяньбао        | 麵薄        | мяньбао       | миньпок       | мипок       | мипок   | Плоская щелочная или яичная лапша                                                   |
| Имянь          | 伊麵 伊府麵 | имянь ифумянь | иминь ифуминь | ими ифуми   |         | Жареная жёвкая щелочная или яичная лапша                                            |
| Сяцзымянь      | 蝦子麵      | сяцзымянь     | хачиминь      |             |         | Щелочная лапша, в которую добавляют икру                                            |
| Чжушэнмянь     | 竹昇麵      | чжушэнмянь    | чуксиньминь   |             |         | Редкая разновидность кантонской лапши, тесто для которой отбивают бамбуковой палкой |

### Рисовая
Рисовая лапша либо экструдируется из раствора муки, либо из него выпаривают лист теста, который режут на полосы. В тесто не добавляют соли.
| Название          | Китайский | Транслит        | Кантонский | Фуцзяньский | Тайский | Транслитерация | Западный эквивалент | Описание                                              |
| ----------------- | --------- | --------------- | ---------- | ----------- | ------- | -------------- | ------------------- | ----------------------------------------------------- |
| Готяо             | 粿条      | готяо           | куотиу     | kway teow   | เส้นใหญ่  | сен яй         | феттуччине          | Плоская рисовая лапша                                 |
| Шахэфэнь          | 沙河粉    | Шахэфэнь        |            |             |         |                | паппарделле         | Широкая плоская лапша                                 |
| Шахэфэнь          | 河粉      | хэфэнь          | хофунь     | hor fun     |         |                | паппарделле         | Широкая плоская лапша                                 |
| Лайфэнь           | 瀨粉 酹粉 | лайфэнь лэйфэнь | ла:йфань   |             |         |                | спагетти            | Толстая круглая полупрозрачная лапша из клейкого риса |
| Мисянь            | 米線      | мисянь          | майсинь    | Bee sua     | เส้นเล็ก  | сенлек         | спагеттини          | Также называется «Гуйлинь-мифэнь» (桂林米粉)          |
| Рисовая вермишель | 米粉      | мифэнь          | майфань    | bee hoon    | เส้นหมี่   | сенми          |                     |                                                       |

### Крахмальная
В крахмал маша часто для удешевления и придания жёвкости добавляется тапиока.
| Название  | Китайский | Транслит     | Кантонский   | Фуцзяньский    | Тайский | Транслитерация | Описание                                                        |
| --------- | --------- | ------------ | ------------ | -------------- | ------- | -------------- | --------------------------------------------------------------- |
| Дунфэнь   | 冬粉      | дунфэнь      | дунфань      | dang hun       |         |                | Тонкая лапша из маша                                            |
| Фэньсы    | 粉絲      | фэньсы       | фаньси       | —              | วุ้นเส้น   | Wun sen        | Тонкая прозрачная лапша                                         |
| Фэньпи    | 粉皮      | фэньпи       | фаньпхэй     | —              |         |                | Широкая, прозрачная, нежная лапша                               |
| Лянпи     | 凉皮      | лянпи        | лёнпхэй      | —              |         |                | Прозрачная лапша из отходов производства сейтана                |
| Лаошуфэнь | 銀針粉    | иньчжэньфэнь | нганьчамфань |                |         |                | Игольчатая толстая лапша около 5 см в длину и 3-5 см в диаметре |
| Лаошуфэнь | 老鼠粉    | лаошуфэнь    | лоусюфань    | ngiau chu hoon |         |                | Игольчатая толстая лапша около 5 см в длину и 3-5 см в диаметре |